# Tielman Susato
Tielman Susato, in. formy imienia także Tielmann lub Tylman (ur. ok. 1510/1515, zm. ok. 1570 w Sztokholmie) – kopista muzyczny, instrumentalista, kompozytor, wydawca muzyczny i dyplomata działający w Antwerpii.
Przodkowie Tielmana Susato prawdopodobnie pochodzili z Niemiec - nazwisko wskazuje na związek z miastem Soest w Westfalii (ok. 130 km od Kolonii). Pojawiają się niepewne przypuszczenia, że był on synem artysty malarza Johanna von Soest, autora fresków. Istnieją istotne powody, by przypuszczać, że przyszły kompozytor urodził się w Kolonii. W dwóch publikacjach jest wymieniany jako Tilemannus Susato Agrippinus (odwołanie do starorzymskiej nazwy Kolonii), zaś w r. 1561 jest wzmiankowany jako Thielman Suzato, geboeren van Coeln (urodzony w Kolonii).
Niewiele wiadomo o początkach jego życia. W dokumencie z r. 1565 mówi się o nim, że ma ok. 50 lat - stąd podawana data urodzenia ok. 1515, choć bardziej prawdopodobny wydaje się r. 1510, gdyż w r. 1529 został zatrudniony jako kopista muzyczny Bractwa Maryjnego przy katedrze w Antwerpii (a więc już wtedy mimo młodego wieku musiał mieć solidne przygotowanie muzyczne). Od tego momentu zaczyna się też udokumentowana wiedza o Susato, informacje o nim zaczynają pojawiać się w różnych archiwach w Antwerpii. W r. 1531 został członkiem elitarnej kapeli miejskiej jako jeden z 4 muzyków instrumentalistów. Działał w niej do r. 1549, grając na puzonie, trąbce, krummhornie, flecie poprzecznym i prostym. Często też grywał solo na puzonie na nabożeństwach Bractwa Maryjnego, towarzysząc małemu zespołowi wokalnemu (drzeworyt w jego Liber primus missarum z r. 1546 przedstawia czterech mężczyzn, trzech chłopców i puzonistę, najpewniej samego Susato). Jego związek z Bractem Maryjnym stał się jeszcze ściślejszy, kiedy ok. r. 1530 ożenił się z Elizabeth Peltz, siostrą przełożonego Bractwa.
Tielman Susato w r. 1541 nawiązał współpracę z dwoma drukarzami z Antwerpii. Byli nimi Hendrik ter Bruggen i Willem van Vissenaken, którzy jednak najpewniej nie mieli żadnego doświadczenia na polu wydawnictw muzycznych. Susato prawdopodobnie pełnił funkcję redaktora muzycznego. Dzięki tej współpracy w r. 1542 ukazała się pierwsza pozycja: Quator vocum musicae modulationes, sygnowana przez Vissenakena, w której obok kompozycji różnych mistrzów niderlandzkich znalazł się też jeden motet autorstwa Susato. Po długim procesie sądowym Susato uzyskał wszystkie udziały w tym przedsiębiorstwie (ale nie czcionki nutowe) i założył własną drukarnię.
Od r. 1543 prowadził działalność wydawniczą, publikując utwory muzyczne zarówno własne, jak i innych znanych kompozytorów. Stworzył pierwsze wydawnictwo muzyczne w Niderlandach (wcześniej wydawnictwa muzyczne działały głównie we Włoszech, Francji i Niemczech). 20 lipca 1543 otrzymał pierwszy przywilej wydawniczy ważny na 3 lata. Swoją pierwszą publikację, Vingt et six chansons musicales, dedykował Marii Habsburżance, namiestniczce Niderlandów. Od r. 1546, kiedy jego przywilej wygasł, Susato skierował swoje zainteresowania ku muzyce religijnej, wydając pierwszą księgę mszy i motetów. Prawdopodobnie w tym samym czasie Susato przeszedł do kalwinistów - dokumenty z ostatniego okresu życia Susato wskazują na jego silny związek z tym ruchem.
We wrześniu 1549 Susato wraz z innymi instrumentalistami otrzymał dymisję z kapeli miejskiej. Nic dziwnego, że uzyskanie w listopadzie 1549 kolejnego przywileju na wydanie 11 ksiąg chansons wymagało rekomendacji nadwornego kompozytora Benedictusa Appenzellera.
Wkrótce do Susato dołączyli inni wydawcy muzyczni: Pierre Phalèse w Leuven (1547) oraz Hubert Waelrant (1554–1555) i Christophe Plantin (1555–1557) w Antwerpii, dzięki czemu Niderlandy stały się regionalnym ośrodkiem wydawniczym dzieł muzycznych. Sam Susato odniósł duży sukces, co umożliwiło mu podjęcie inwestycji w nieruchomości oraz budowę własnego domu Den Cromhorn, gdzie przeniósł w r. 1551 swoje wydawnictwo (łącznie ok. r. 1500 posiadał już 4 domy oraz ziemię w północnych Niderlandach). Sukces zawdzięczał w dużej mierze wysoko usytuowanym przyjaciołom i innym znaczącym osobistościom, którym często dedykował swe publikacje.
W latach 1543–1561 Susato wydał 22 księgi chansons (w dwóch seriach), 3 księgi mszy, 19 ksiąg motetów (w dwóch seriach) oraz 11 ksiąg w seriach zatytułowanych Musyck boexken, obejmujących dwie kolekcje niderlandzkich pieśni świeckich, znaną księgę muzyki tanecznej Het derde musyck boexken... alderhande danserye (1551) oraz osiem ksiąg souterliedekens - opracowań psalmów. Jednak ta pozornie krótka lista jest złudna, gdyż wiele z tych wydań było powtarzanych bez zmian, z datą pierwszego wydania na stronie tytułowej.
Susato wydawał utwory wielu kompozytorów, którzy nigdy dotąd nie byli publikowani drukiem. Wśród nich są Thomas Crecquillon, Pierre Rocourt, Jean de Hollande, Jean Larchier, Philippe de Wildre, Johannes Castileti, Christian Hollander, Jean Crespe czy Eustache Barbion. Niekiedy całe księgi zawierały utwory tylko jednego kompozytora (np. Pierre'a de Manchicourt czy Thomasa Crecquillona). Szczególnie chętnie wydawał utwory kompozytorów flamandzkich z tekstami w języku niderlandzkim i zachęcał ich do pisania tego rodzaju pieśni. Najważniejszą jego publikacją z punktu widzenia rozpowszechnienia i oddziaływania były Souterliedekens Jacoba Clemensa non Papy - metryczne opracowania psalmów w języku niderlandzkim, wykorzystujące melodie ludowe. Były niezwykle popularne w Niderlandach w XVI w.
Susato wydawał też utwory Cipriano de Rore, Josquina des Prez oraz był jednym z pierwszych wydawców wielkiego kompozytora późnego renesansu, Orlando di Lasso, wybitnego przedstawiciela IV szkoły niderlandzkiej (obecnie cztery szkoły niderlandzkie zwane są zbiorczo szkołą flamandzką). Susato jako pierwszy wydawca muzyczny rozpowszechnił też na terytorium Niderlandów muzykę mistrzów niemieckich.
Susato był również utalentowanym kompozytorem. Wśród jego publikacji część stanowiła jego własne kompozycje, np. dwie księgi dydaktycznych chansons na 2 głosy z opcjonalnym basem, przeznaczone specjalnie dla młodych, niedoświadczonych śpiewaków. Był także płodnym kompozytorem muzyki instrumentalnej. Wiele z niej jest również dzisiaj wykonywanej i nagrywanej. Znany jest jako autor instrumentalnych cykli tanecznych, złożonych z typowych dla epoki Renesansu tańców jak galiarda, pawana, allemande i in. Wydana r. 1551 księga muzyki tanecznej Danserye, zawiera popularne wówczas tańce, ale w artystycznym opracowaniu.
Jest prawdopodobne, że Susato zajmował się od r. 1551 też handlem instrumentami muzycznymi. Kilkakrotnie próbował nawiązać współpracę z innymi wydawcami, ale bezskutecznie.
Najpóźniej w r. 1558 do wydawnictwa Thielmana Susato dołączył jego syn, Jacob Susato. W r. 1561 przejął wydawnictwo, ale przed wczesną śmiercią w r. 1564, poprzedzającą śmierć ojca, zdążył wydać tylko jedną pozycję, Le premier livre de chansons Orlanda di Lasso. W rezultacie materiały nutowe zostały sprzedane w r. 1566 Christoferowi Plantin.
Po przekazaniu wydawnictwa Tielman Susato przeniósł się do Alkmaaru w północnych Niderlandach, gdzie zaczął nowe życie jako komornik i szeryf polderu w regionie Zijpe. Dołączyła do niego córka Klara i jej mąż, pochodzący z Kolonii antrwerpski prawnik i dyplomata Arnold Rosenberger, oboje aktywni kalwiniści. W r. 1564 Susato i jego żona sporządzili testament. 6 sierpnia tegoż roku żona Suzato zmarła. W r. 1567 władze skonfiskowały Susato oraz małżonkom Rosenberger ziemię. W tym czasie Arnold Rosenberger służył jako ambasador na dworze króla szwedzkiego Eryka XIV (na służbę szwedzką wstąpił w r. 1555, stąd pośrednie kontakty Susato ze Szwecją i jej dworem królewskim datują się już od tego czasu).
Po śmierci żony Susato został przez swego zięcia wciągnięty w intrygi dyplomatyczne i w latach 1565–1570 utrzymywał ścisłe związki z dworem szwedzkim. W marcu 1565 Susato opuścił północne Niderlandy, gdzie został wybrany in absentia na zarządcę śluz.
W lecie 1566 Susato trafił do Szwecji. W czerwcu tego roku uzyskał audiencję u króla Eryka XIV, przekazując mu ważne informacje polityczne, dotyczące misji wysłanników królewskich na dwór Lotaryngii, negocjujących planowane małżeństwo króla Szwecji i księżniczki Lotaryngii oraz śmierci sekretarza królewskiego, Lassa Knutssona. Ostatni znany zapis na temat Tielmana Susato pochodzi z r. czerwca 1570, kiedy to prawdopodobnie zmarł w Sztokholmie.